# 第39次長期滞在
第39次長期滞在(だい39じちょうきたいざい、英語: Expedition 39)は国際宇宙ステーション(ISS)への39回目の長期滞在である。
ISSで初めて日本人宇宙飛行士でベテランの若田光一が船長として指揮を行った。NASAおよびRSA出身の乗組員以外がISSの船長となるのは2009年の第21次長期滞在と2013年の第35次長期滞在以来であった。

## 乗組員
| 職務                 | 第1期 (-2014年3月)                     | 第2期 (2014年3月-2014年5月)               |
| -------------------- | -------------------------------------- | ----------------------------------------- |
| 船長                 | 若田光一, JAXA (4回目)                 | 若田光一, JAXA (4回目)                    |
| フライトエンジニア 1 | リチャード・マストラキオ, NASA (4回目) | リチャード・マストラキオ, NASA (4回目)    |
| フライトエンジニア 2 | ミハイル・チューリン, RSA (3回目)      | ミハイル・チューリン, RSA (3回目)         |
| フライトエンジニア 3 |                                        | アレクサンドル・スクボルソフ, RSA (2回目) |
| フライトエンジニア 4 |                                        | オレッグ・アルテミエフ, RSA (初飛行)      |
| フライトエンジニア 5 |                                        | スティーブン・スワンソン, NASA (3回目)    |

出展JAXA, NASA, ESA

## ギャラリー

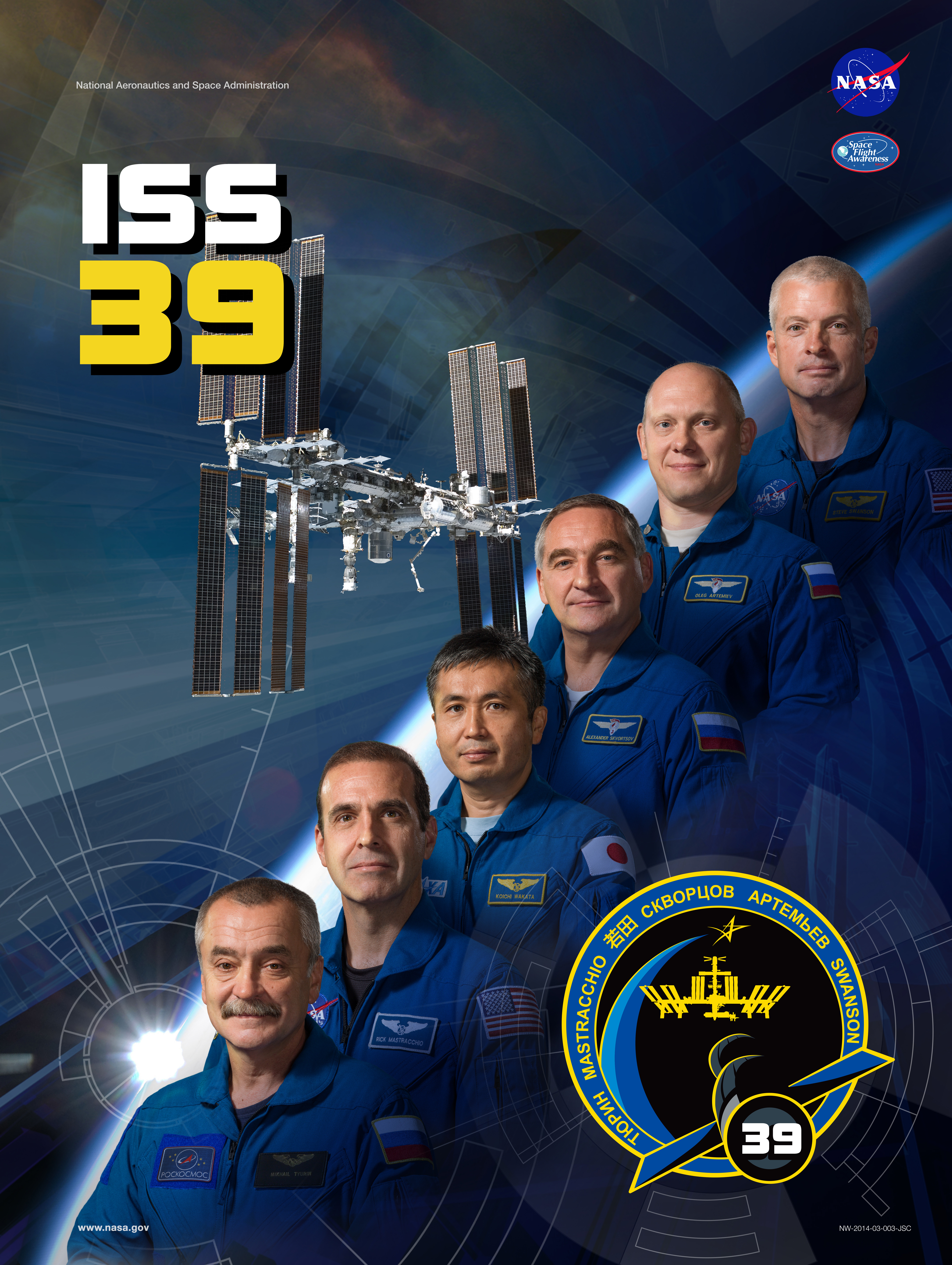
ポスター
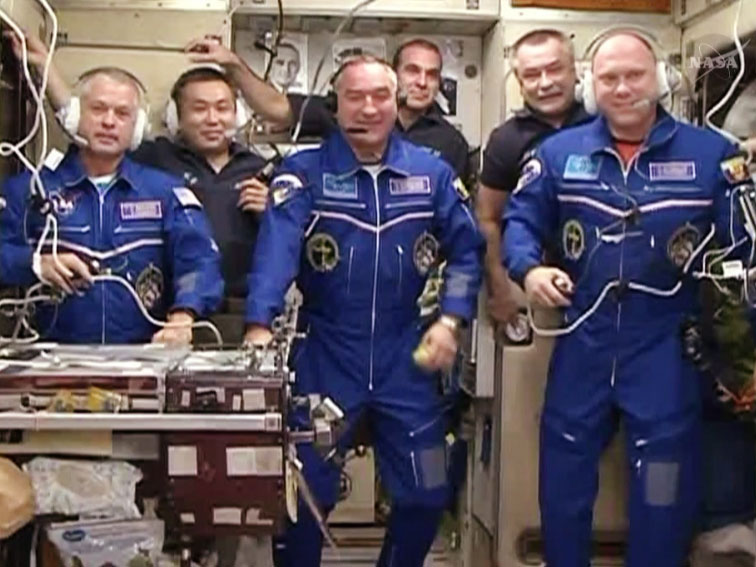
39次長期滞在クルーの集合写真